# فرنسيسكو لوبيز كارو
فرنسيسكو لوبيز كارو (بالإسبانية: Francisco López Caro)‏ هو رسام إسباني، ولد في 1600 في إشبيلية في إسبانيا، وتوفي في 1661 في مدريد في إسبانيا.